# EML Kalev
L'EML Kalev était l'un des deux sous-marins mouilleurs de mines, de classe Kalev, construit pour la marine estonienne avant la Seconde Guerre mondiale par les chantiers britanniques Vickers-Armstrongs de Barrow-in-Furness en 1934. Il a été déclaré disparu en octobre 1941.
Il a servi dans la marine estonienne, puis dans la marine soviétique. Son navire jumeau, l'EML Lembit, n'a été mis hors service qu'en 1979 et conservé comme navire-musée à Tallinn.

## Historique
Kalev était un deuxième sous- marin de la marine estonienne d' avant-guerre . L'Estonie est une nation maritime et, comme tout pays doté d'un long littoral , a dû défendre ses eaux territoriales. Sur la base des expériences de la Première Guerre mondiale , les sous-marins ont trouvé leur application appropriée dans la marine estonienne d'avant la Seconde Guerre mondiale. La collection organisée par la Submarine Fleet Foundation en mai 1933 est devenue l'une des entreprises les plus réussies parmi les événements similaires à l'échelle nationale.
Au cours de la construction et des essais de deux sous-marins, les équipages estoniens ont reçu une formation navale de haut niveau à l'époque en Angleterre en 1935–1937. Dans la période de 1937 à 1940, les sous-marins Lembit et Kalev étaient les navires de guerre les plus imposants de la marine estonienne. Leur non-ingérence dans l'annexion de l'Estonie par l'URSS était une décision politique prise indépendamment de la volonté de la marine.

## Seconde Guerre mondiale
Le sous-marin Kalev a rejoint la marine estonienne au printemps 1937, où il a opéré jusqu'à la prise de contrôle soviétique en 1940. (Le 24 février 1940, le Troisième Reich avait exprimé son intérêt à obtenir le sous-marin, si l'Estonie le vendait, mais cette offre n'a pas été conclue).
Après l'annexion soviétique de l'Estonie en 1940, la marine estonienne fut intégrée à la marine soviétique. Le sous-marin a été officiellement repris par la marine soviétique le 18 septembre 1940, date à laquelle seuls cinq hommes de l'équipage estonien du sous-marin sont restés à bord. Ils étaient nécessaires pour aider l'équipage soviétique à apprendre sur des machines inconnues.
Après l'opération Barbarossa (invasion allemande de l'Union soviétique) en juin 1941, le Kalev a été mis en service dans la flotte de la Baltique soviétique. Il a participé, avec la flotte soviétique de la Baltique, à la campagne de la mer Baltique de 1941 où il a été perdu lors d'une mission entre octobre et novembre.